# Giuseppe Taddei
Pour les articles homonymes, voir Taddei.
Giuseppe Taddei, né à Gênes le 26 juin 1916 et mort le 2 juin 2010 à Rome, est un baryton italien, qui jouit d'une longue et brillante carrière.

## Biographie
Giuseppe Taddei étudia le chant à Rome, où il débuta en 1936, dans le rôle du Héraut de Lohengrin. Il chante à l'Opéra de Rome jusqu'en 1942, alors que la guerre interrompt sa carrière. Après la guerre, il est engagé par l'Opéra de Vienne, où il se produit de 1946 à 1948. Il paraît à Londres (Cambridge Theater) en 1947, et l'année suivante, il fait ses débuts au Festival de Salzbourg, à La Scala de Milan, et au Teatro San Carlo de Naples.
Il chante alors sur toutes les grandes scènes italiennes, et fait ses débuts en Amérique, à San Francisco en 1957, et à Chicago en 1959. Il paraît aussi regulièrement au Royal Opera House de Londres, de 1960 à 1967. 
Chanteur et acteur consommé, il excella autant dans les rôles comiques que dramatiques, défendant un vaste répertoire. Ses rôles marquants incluent les deux Figaros (Mozart et Rossini), Leporello et Don Giovanni de Don Giovanni, Gulglielmo et Alfonso de Cosi fan tutte, Belcore et Dulcamara de L'elisir d'amore, Ernani (Carlo), les rôles-titres de Macbeth et Rigoletto, Aida (Amonasro), Otello (Iago), Andrea Chénier (Gérard) et Tosca (Scarpia). Il devient l'un des meilleurs interprètes de son époque dans les rôles de Falstaff et Gianni Schicchi.
Sa remarquable longévité vocale lui permet de faire ses débuts au Metropolitan Opera de New York en 1985, âgé de 69 ans, dans le rôle de Falstaff. 
Taddei a beaucoup enregistré. Il laisse notamment ses interprétations de Figaro (Nozze di Figaro) et Leporello (Don Giovanni) dans les enregistrements de renom de Carlo Maria Giulini (EMI, 1959).
Il meurt chez lui, à Rome, le 2 juin 2010, à l'âge de 93 ans.